# Nader Ghandri
Nader Ghandri (ur. 5 listopada 1995 w Aubervilliers) – tunezyjski piłkarz występujący na pozycji obrońcy w klubie Ajman Club.

## Kariera klubowa
Swoją karierę rozpoczął w wieku juniorskim, reprezentując zespoły US Ivry, Red Star FC oraz JA Drancy. W sezonie 2012/2013 został włączony do pierwszej drużyny Drancy, w której barwach występował w rozgrywkach czwartej ligi francuskiej. W 2013 przeszedł do drugoligowego AC Arles-Avignon i spędził tam sezon 2013/2014.
W 2014 został zawodnikiem tunezyjskiego klubu Club Africain, a w lidze tunezyjskiej zadebiutował 14 września 2014 w zremisowanym 1:1 meczu z CS Sfaxien. W sezonie 2014/2015 zdobył z klubem mistrzostwo Tunezji, a w sezonie 2016/2017 – Puchar Tunezji.
W 2017 przeszedł do belgijskiego Royalu Antwerp. Swój pierwszy mecz w Eerste klasse A rozegrał 27 sierpnia 2017 przeciwko drużynie KV Oostende (4:3). Sezon 2018/2019 spędził na wypożyczeniu w drugoligowym KVC Westerlo. Następnie wrócił do Royalu, a w styczniu 2020 odszedł do Westerlo na zasadzie transferu definitywnego. W styczniu 2021 został stamtąd wypożyczony do bułgarskiej Sławii Sofia, w której grał do końca sezonu 2020/2021.
W 2021 wrócił do Club Africain, a w 2023 został zawodnikiem emirackiego Ajman Club.

## Kariera reprezentacyjna
W reprezentacji Tunezji zadebiutował 7 czerwca 2019 w wygranym 2:0 towarzyskim spotkaniu z Irakiem. W 2022 został powołany do kadry na mistrzostwa świata i zagrał na nich w meczu z Francją (1:0), a Tunezja zakończyła turniej na fazie grupowej.